# مانينغ لونغ
مانينغ لونغ (بالإنجليزية: Manning Long)‏ هي كاتبة جريمة أمريكية، ولدت في 4 مارس 1906 في تشاس سيتي في الولايات المتحدة، وتوفيت في القرن العشرين.